# James Morrow
James Kenneth Morrow (Filadelfia, 17 marzo 1947) è un autore di fantascienza statunitense.
Morrow è nato e cresciuto nei sobborghi di Filadelfia. Ha frequentato la Abington High School dedicandosi nel tempo libero a produrre, insieme ai suoi amici, diversi corti cinematografici di genere fantasy. La sua passione per il romanzo satirico e filosofico deriva in buona parte dai romanzi che ha studiato nel corso di letteratura alle scuole superiori.
Dopo aver conseguito un BA alla university of Pennsylvania e master all'università di Harvard, Morrow ha trovato lavoro nel sistema scolastico dell'area di Boston come instructional materials specialist
Pubblica il suo primo romanzo Gli orrori di Quetzalia (The Wine of Violence) nel 1981. Tra le sue opere più note si segnala la trilogia chiamata Ultimo Viaggio di Dio (Towing Jehovah). Il primo capitolo, L'ultimo viaggio di Dio (Towing Jehovah, 1994), narra di come il corpo di Dio, di razza bianca, lungo due miglia e con la barba bianca, venga ritrovato nell'Oceano Atlantico.

## Opere

### Romanzi

#### Ultimo viaggio di Dio (The Godhead Trilogy)
- L'ultimo viaggio di Dio (Towing Jehovah, 1994) Il Saggiatore, 1996 ISBN 88-428-0283-2
- Abaddon (Blameless in Abaddon, 1996) Il Saggiatore, 2000 ISBN 88-428-0589-0
- The Eternal Footman (1999)

#### Altri
- Gli orrori di Quetzalia (The Wine of Violence, 1981) Mondadori, 2007. Urania 1527
- The Adventures of Smoke Bailey (1983)
- The Continent of Lies (1984)
- This Is the Way the World Ends (1985)
- Nel nome della figlia (Only Begotten Daughter, 1990) Interno Giallo/Mondadori, 1993 ISBN 88-04-37329-6
- Il ribelle di Veritas (City of Truth, 1990) Editrice Nord, 1997 ISBN 88-429-0856-8
- The Last Witchfinder (2006)
- The Philosopher's Apprentice (2008)
- Shambling Towards Hiroshima (2009)
- The Madonna and the Starship (2014)
- Galápagos Regained (2015)
- The Asylum of Dr. Caligari (2017)
- Lazarus Is Waiting (2020)

### Antologie di racconti
- Swatting at the Cosmos (1990)
- Storie di Bibbia per adulti (Bible Stories for Adults) (1996) Pratiche Editrice, 1997 ISBN 88-7380-404-7
- The Cat's Pajamas (2004)

### Racconti
- L'assemblaggio di Kristin (The Assemblage of Kristin) (1984)
- Abraham Lincoln da McDonald (Abe Lincoln in McDonald's) (1989)
- Lettere dal nuovo mondo (Isabella of Castile Answers Her Mail) (1992)
- Il massimo della vita (The Cat's Pajamas) (2001)